# Emanuel Salomon Friedberg-Mírohorský
Emanuel (od roku 1884 svobodný pán) Salomon von Friedberg (18. ledna 1829 Praha – 10. prosince 1908 Praha) byl český voják v rakouské armádě a všestranně činný intelektuál – spisovatel, překladatel, malíř, ilustrátor a dramatik, ale také propagátor abstinence a vegetariánství.

## Původ
Pocházel z rodu Salomonů z Friedbergu původem ze slezského Frýdku, který je poprvé písemně zmiňován roku 1541. Mezi nejslavnější členy tohoto rodu patřil Václav Mořic Salomon von Friedberg (1625–1702), ale také další významné osoby, např. několik důstojníků rakouské armády. Emanuelova matka, Maria Theresia, zase pocházela z chrudimského rodu Granitzer von Gränzenstein, ze kterého pocházela například také manželka Alfonse Muchy – Marie Chytilová.

## Dětství, mládí a studia
Protože matka Emanuela Salomona zemřela pár dní po Emanuelově narození, přenechal otec, hospodářský rada August Ignác Salomon von Friedberg, syna první tři roky v péči své sestry Františky. Teprve když se znovu oženil, jeho novou ženou se stala Franciska Josefa Staël von Holstein, vzal si syna zpátky k sobě.
Emanuelovo dětství na zemědělských usedlostech kolem Prahy, které rodina často střídala, bylo idylické. Do rodiny přibyli i další sourozenci. Emanuel byl už od dětství velmi nadaný výtvarně i jazykově. Od roku 1837 navštěvoval Akademické gymnázium Štěpánská a chodil na kurzy kreslení, které pořádali František Xaver Tkadlík a Antonín Mánes na pražské Akademii výtvarných umění. Chtěl se stát malířem, ale vzhledem k tomu, jak nevalnou pověst umělecké řemeslo v té době mělo, byla mu nakonec, po debatě s otcem, předurčena vojenská kariéra. Emanuelův strýc z matčiny strany – Moric Fialka, vyučoval na Tereziánské vojenské akademii ve Vídeňském Novém Městě a protože Emanuelovy studijní výsledky byly vynikající a přijímací zkoušku složil jako jeden z nejlepších, byl přijat právě tam. Na akademii nastoupil 28. září 1840, v jedenácti letech. Vedle vojenského výcviku se tam utvrzoval i v českém vlastenectví, v čemž ho podporovali jak strýc, tak i další český učitel Tomáš Burian.

## Vojenská kariéra
Studia dokončil v roce 1847 v hodnosti poručíka I. třídy a vrátil se do Prahy, kde nastoupil k 28. pěšímu pluku. Pobyt v Praze využil k prohloubení svého malířského umění, kterého se nikdy nevzdal, učil se krajinomalbě u Bedřicha Havránka. V revolučním roce 1848 se svým plukem bojoval pod vedením Jana Radeckého z Radče na několika místech monarchie. Nejprve to bylo v červnu v menších konfliktech na jihu Tyrolska (v současnosti italská Autonomní provincie Bolzano). Jeho velkou první bitvou byla bitva u Sommacampagny, ale klíčová byla první bitva u Custozzy. 1. srpna toho roku byl povýšen do hodnosti nadporučíka. Na podzim 1848 se s armádou generála Alfreda Windischgrätze účastnil potlačování revoluce ve Vídni a později i v Uhrách, kde byl opět zapojen do několika bitev. Za statečnost v bitvě u Kápolny (27. února 1849) dostal, společně s Moricem Fialkou, Vojenský záslužný kříž s válečnou dekorací a jako další ocenění dostal ruský řád sv. Anny III. stupně s meči. 18. listopadu 1850 byl povýšen do hodnosti setníka II. třídy. Poté sloužil u velitelství v Temešváru, pracoval tam v roce 1853 na vytyčování tzv. Vojenské hranice a mapování Vojvodiny. Také namaloval několik obrazů pro soukromou sbírku císaře Františka Josefa I., a sice akvarely jako např. „Naleziště uherské koruny u Staré Ršavy“. Ve stejném roce byl povýšen do hodnosti setníka I. třídy. Konec roku 1854 a rok 1855 strávil v Praze, prací na velitelství 1. armádního sboru. Pobytu v domovině využil k uspořádání dvou výstav svých děl, většinou akvarelů.
Ale rok 1856 strávil opět mapováním, tentokrát na území současného Rumunska, ve Valašsku v okolí Fokšan. V dalších měsících Emanuel pracoval ve Vojenském zeměpisném ústavu, kde pokračoval ve své práci jako kartograf. V letech 1857–1858 mapoval v Uhrách a potom byl přeřazen do evidenční kanceláře generálního štábu ve Vídni. Tady získal množství volného času a znovu zaměřil své síly na malování. Učil se malovat akty, v malířské akademii u malíře Petera Johanna Nepomuka Geigera.
V květnu 1859 byl povýšen do hodnosti majora a převelen do italské Verony, sídla II. armády, kde sloužil pod Ludwigem rytířem von Benedekem. Roku 1864 byl znovu povýšen, do hodnosti podplukovníka, stal se velitelem 1. zeměměřičského oddílu a byl převelen Temešváru, aby ho hned koncem dubna 1865 převeleli do Pančeva. Dne 11. června 1866 byl Emanuel znovu povýšen, do hodnosti plukovníka, a v prusko-rakouské válce působil jako náčelník generálního štábu ve Veroně. V září vedl vyjednávání s italským generálem Enricem Caldinim, jehož vojsko neoprávněně překročilo demarkační čáru. Zážitky z této události popsal o rok později v článku pro časopis Světozor. Ve veronské pevnosti zůstal až do jejího předání Italům.
Když Rakousko předalo pevnostní systém kolem Verony na základě mírových dohod Itálii, byl Emanuel převelen postupně ke generálnímu velitelství v Zadaru a pěšímu pluku v Osijeku. V Chorvatsku se seznámil s místními obrozenci; mimo jiné se spřátelil s biskupem Strossmayerem. Od 1.11.1872 velel 1. pěší brigádě 33. armádní divize v Komárnu, kde byl 1. listopadu 1873 povýšen na generálmajora. Roku 1875 byl převelen do, toho času již sloučené, Budapešti a roku 1878 byl znovu převelen, do Lvova, kde převzal velení 30. armádní divize, a 15. září 1878 byl povýšen do nejvyšší hodnosti které dosáhl, hodnosti polního podmaršálka. Ve Lvově zůstal až do roku 1883, kdy k 1. listopadu ukončil službu u armády a odešel na odpočinek do Prahy.

## Důchod v Praze
Traduje se, že Emanuel byl penzionován bezprostředně poté, co se na slavnostní večeři u císaře důrazně ohradil proti podceňování českého národa ze strany jednoho z přítomných šlechticů. Tato informace není jednoznačně potvrzena. V nemilosti však do výslužby neodešel, protože byl při této příležitosti vyznamenán Řádem železné koruny II. třídy a následujícího roku byl na jeho základě povýšen do stavu svobodných pánů. Při této příležitosti si také nechal polepšit erb.

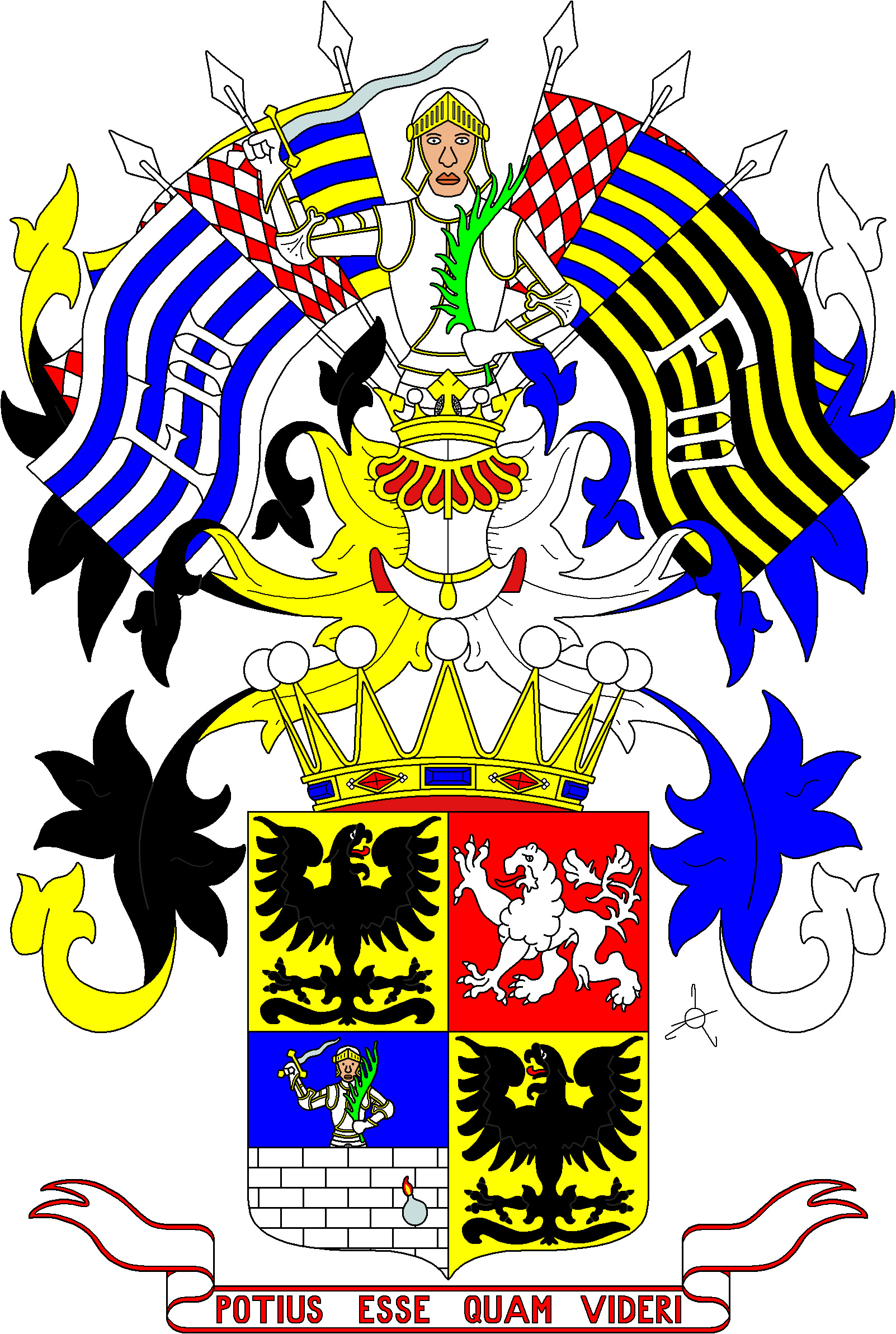
Baronský erb Emanuela Salomona z Friedbergu

V milované Praze se mohl Emanuel konečně začít naplno věnovat všem svým zalibám. Stále maloval, samozřejmě. Ale také například ilustroval knihy a namaloval několik divadelních opon. Nadále se věnoval i spisovatelství. Teprve tady, na odpočinku v Praze, začal používat svůj umělecký pseudonym. Přesný překlad svého přídomku, který však neodpovídá původnímu významu rodového jména- Mírohorský. Největším jeho literárním počinem je dílo, které nebylo nikdy vydáno jako celek, ale díky kterému známe velmi mnoho detailů o Emanuelově životě. Autobiografický rukopis Paměti z mého žití, je uložen Literárním archivu Památníku národního písemnictví. Dalším zdrojem o Emanuelově životě jsou jeho dopisy, uveřejněné pod názvem „Dopisy podmaršála Emanuela Salomona svob. pána z Friedbergů Mírohorského malíře a spisovatele českého žáka Ant. Mánesa, 1829–1908“ J. V. Hradčanským roku 1939.
Dalším velkým Emanuelovým koníčkem byl zdravý životní styl. Už jako jedenáctiletý ochutnal pivo i víno a tak si je zprotivil, že se alkoholu vyhýbal po zbytek života. Silný odpor měl i ke kouření, na vojenské akademii přísně zakázanému, ale přesto velmi rozšířenému. Dokonce i kávu pil podle vlastních slov naposledy ve dvanácti letech. V roce 1851 ho ovlivnila kniha od J. H. Rausse a začal se zajímat o vodoléčbu. Rausseho žákem byl lékárník Theodor Hahn, další propagátor vodoléčby a navíc ještě vegetariánství, autor mnoha knih na toto téma. A právě jedna z knih o vegetariánství Emanuela přesvědčila, aby na zbytek života zavrhl maso. Jeho postoj k tabáku, alkoholu i masu byl v armádě velmi neobvyklý a často se kvůli němu stával předmětem narážek. Po odchodu do důchodu na téma životosprávy také přednášel a přednáška, kterou měl roku 1884 v klubu Amerických dam svého přítele Vojtěcha Náprstka, vyšla tiskem pod názvem „O vegetarismu“. Kneippovo učení, které Emanuel tolik vyznával, se v Čechách velmi dobře uchytilo a Emanuel 21. 3. 1893 založil spolek Český Kneipp: spolek pro šíření přirozeného způsobu života ve všech vrstvách společenských v království českém. Zároveň se stal jeho prvním starostou.
Emanuel měl také značné znalosti cizích jazyků, mluvil plynně česky, německy, francouzsky, italsky a anglicky. Výborně uměl také polsky, maďarsky, chorvatsky a srbsky. V dětství ve škole se učil latinsky a četl knihy v řečtině, ačkoliv později tvrdil, že řecky neumí. Podobně z rumunštiny prý ovládal pouze pár frází z doby svého pobytu, ale později jí zapomněl. Něco málo zvládl i rusky. Dá se říct, že ovládal přibližně deset jazyků. Těchto svých znalostí potom využíval k překladatelské činnosti. Z francouzštiny přeložil romány „Teta Aurelie“ a „Manžel Jacquelinin“ od André Theurieta, „Vikomtessa“ od Léona Henri Barracanda a „Odkázaná duše“ od Georgese Ohneta, a z italštiny to byla kniha „Předčítatel kněžnin“ od Antona Giulio Barriliho.
Ani na svou vojenskou kariéru Emanuel v důchodu nezapomněl. Roku 1886 se stal, hned od jeho založení, starostou Ústředního sboru spolků vojenských vysloužilců v království Českém, jímž zůstal do roku 1893.

## Úmrtí
Emanuel zemřel ve čtvrtek 10. prosince 1908 v 17 hodin, na zánět průdušek. Tuto skutečnost dokládají noviny Národní politika, vydané dva dny po události, a krátkou nemoc potvrzuje i smuteční oznámení vydané rodinnou. Smuteční obřad proběhl 13. prosince 1908 v 15 hodin v kostele sv. Ignáce a tělo bylo pohřbeno na Olšanských hřbitovech. Zde na IX. hřbitově, oddělení č. 6, hrob č. 102, odpočívá dosud.

## Osobní život
Emanuelův osobní život však zdaleka nebyl tak úspěšný, jako ten vojenský nebo umělecký. Během pobytu ve Veroně se zamiloval a oženil. Jeho ženou se stala Maria Anna, jejímž otcem byl Josef Rudolph šlechtic von Fris, o kterém se toho mnoho neví pouze, že byl 11. 6. 1866 povýšen do hodnosti generálmajora a sloužil v Bratislavě jako velitel 14. pěšího pluku Lineckého a 27. Štýrskohradeckého. 1. 11. 1868 odešel do penze a zemřel 13. 2. 1897 ve Vídni. Matkou Marie Anny pak byla Francisca šlechtična von Fries. Emanuel a Marie Anna se vzali ve Veroně 10. 10. 1860. Měli spolu sedm dětí, ale pouze čtyři se dožily dospělosti.
Synové Zdeněk a Ludvík kráčeli v otcových stopách, oba se dali na vojenské řemeslo. Zdeněk byl námořním praporčíkem (Seefähnrich), tj. poručíkem, c. a k. válečného námořnictva, Ludvík nadporučíkem u pěchoty. Nicméně oba synové se zavraždili, Zdeněk ve 28 a Ludvík ve 29 letech. Dcera Helena trpěla psychickou poruchou a zemřela svobodná a bezdětná ve 48 letech, v ústavu Ústavu pro duševně choré Kateřinky. Pouze nejmladší dcera Olga žila plnohodnotný život a díky ní pokračuje Emanuelův rod, alespoň v ženské linii, v Čechách dodnes.

## Umělecká tvorba
Emanuel se ve volném čase věnoval především malířství a literatuře. Do roku 1872 namaloval 80 olejových obrazů, asi z poloviny žánry, zbytek krajiny, historické výjevy a podobizny. Několik bitevních scén si od něj v 50. letech objednal i císař František Josef. Během vojenské služby se ale zaměřoval hlavně na akvarely menších rozměrů, z důvodu častého stěhování a omezených prostor. Na obrazech zachycoval život na jihu monarchie, jihoslovanské kroje a historické předměty. Ilustroval také české knihy, například sbírku básní vzdáleného příbuzného Karla Sudimíra Šnajdra nebo Vesnický román Karoliny Světlé. Několik tisíc kreseb zveřejnil v časopisech, jako byly Humoristické listy (tam zpravidla anonymně, protože z velké části šlo o protivládní politické karikatury), Šípy, Obrazy života, Květy nebo Světozor. Navrhoval kulisy a opony pro vojenské divadlo v Osijeku i pro ochotníky v několika českých městech. Tvořil i vojenské a spolkové prapory. Příliš si nerozuměl s mladší malířskou generací konce 19. století, experimentující s novými styly. Dával přednost tradičnímu umění, které představoval například Antonín Lhota nebo Bedřich Havránek. Během života v Praze několikrát vystavoval, mimo jiné i na Jubilejní výstavě 1891 a Národopisné výstavě 1895.
Jeho literární tvorba souvisela s vojenskou službou. Psal cestopisy, národopisné studie a reportáže ze svých cest a válečných událostí. Jeho nejvýznamnější samostatnou prací je Válečnictví polní a vojenství, vydané roku 1868 s příspěvky Miroslava Tyrše a Karla Procházky. V knize popisuje dějiny vojenství od nejstarších dob do 19. století, organizaci největších evropských armád, vojenskou techniku a způsoby opevňování. Vyslovuje tam názor o škodlivosti přílišného spoléhání na pouhou obranu, varuje před posilováním vlivu cizinců v armádě a zdůrazňuje, jaký pozitivní vliv měli Slované v rakouském vojsku. Svých odborných znalostí využil i jako přispěvatel do Riegrova a Ottova slovníku naučného; slovník také celý přečetl po stránce jazykové. Oživil staré a v řadě případů vytvořil nové české názvosloví. Zajímavým historickým dokumentem jsou i jeho Vzpomínky na válečný rok 1866.
Pokoušel se i o divadelní hry, ale s nepříliš velkým úspěchem. V pražských divadlech se nějakou dobu hrály jeho komedie Sliby – chyby, Po smrti ten den a Překvapení.
Emanuel byl známý tím, že za své umělecké práce a příspěvky do časopisů nežádal žádný honorář. Službu českému národu považoval za svou občanskou povinnost. Řadu svých obrazů věnoval kostelům a muzeím, jiné rozdal přátelům. Jeho pomoc velmi oceňoval Josef Richard Vilímek st., který v době Bachova absolutismu vydával vlastenecký časopis Humoristické listy. Přitom zápasil nejen s cenzurou, ale i s nedostatkem odběratelů a finančními potížemi. Velkorysost si Mírohorský mohl dovolit, protože byl finančně zajištěný vojenským platem či důchodem; po smrti ale velký majetek nezanechal. Vlastenecká činnost pro něj byla důležitější než hromadění bohatství.

## Význam
Současníci jej pokládali za aktivního vlastence a dávali ho za příklad českého vojáka v rakouské armádě, který vzorně plní služební povinnosti, ale nezapomíná přitom na svůj původ. Litovali, že z velkého množství Čechů, kteří sloužili ve vojsku, jen tři – Matěj Milota Zdirad Polák, Moric Fialka a Mírohorský – přispěli české kultuře. Společně s Josefem Umlaufem a rytmistrem Kraftou zdokumentoval naši vojenskou terminologii v Riegrově Slovníku naučném. Patřil ke známým pražským osobnostem a jeho úmrtí vyvolalo velkou účast. Později ale upadl do zapomenutí a jen ojediněle se k němu vracejí někteří zájemci (např. Tomáš Jiránek z Univerzity Pardubice nebo Česko-rumunská společnost).

## Galerie

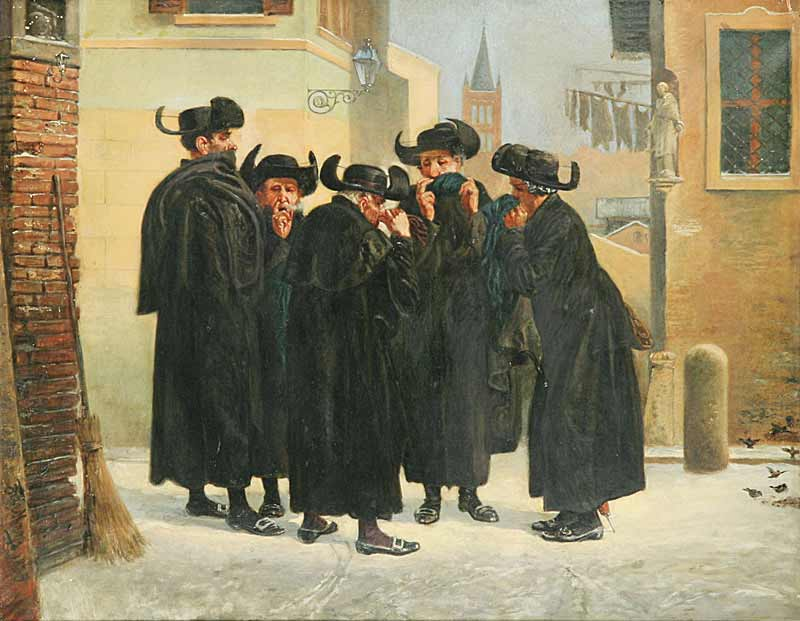
Emanuel Salomon Friedberg – Šňupající Židé, olej na plátně, (1885)
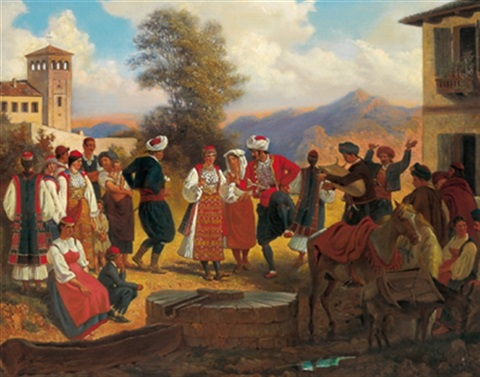
Emanuel Salomon Friedberg – Svatební hostina v Dalmácii (1877)
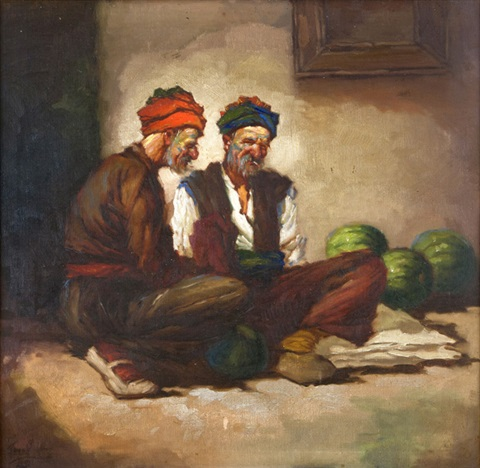
Emanuel Salomon Friedberg – Prodavači melounů (1891)
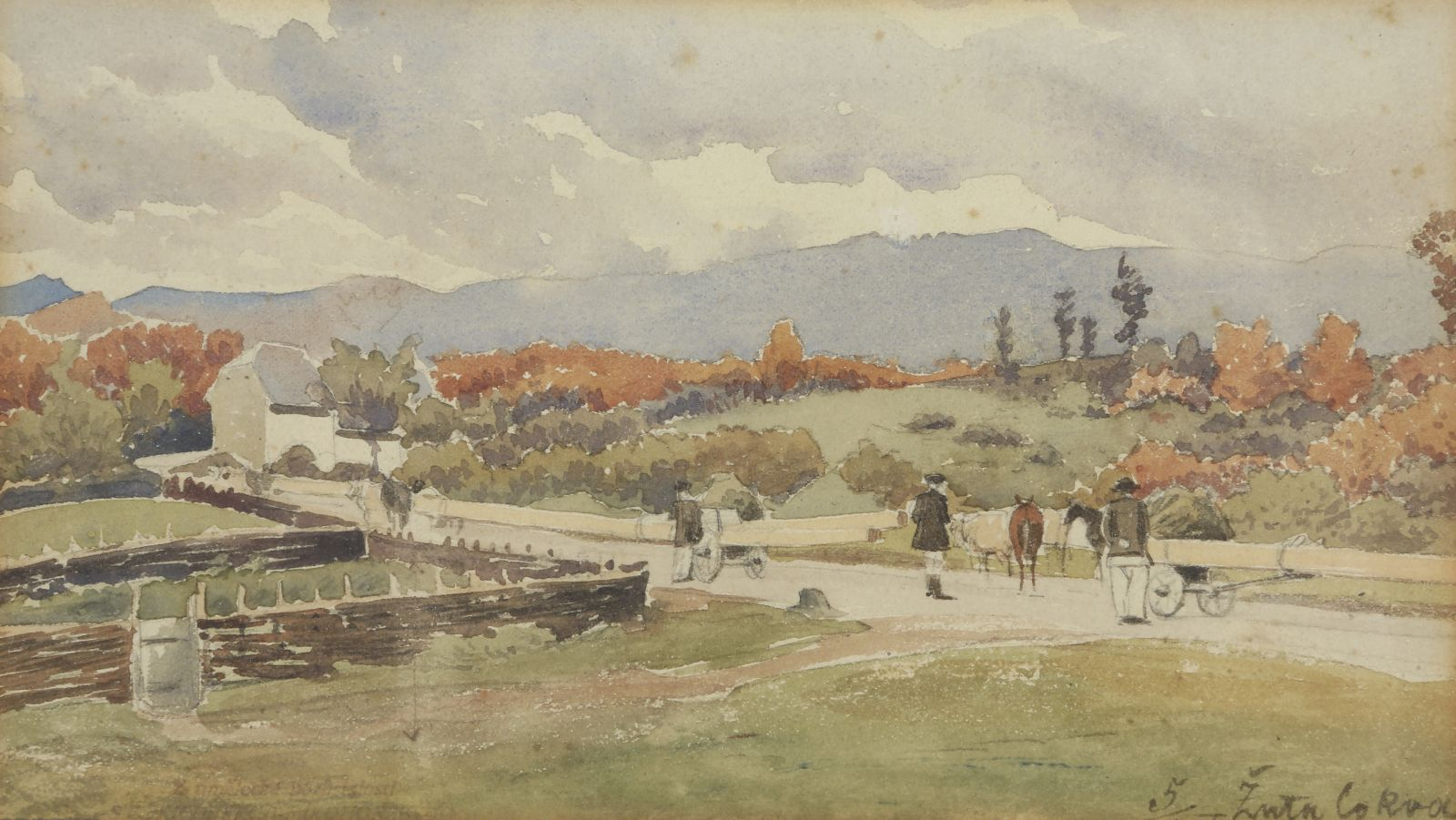
Emanuel Salomon Friedberg – Svážení dřeva
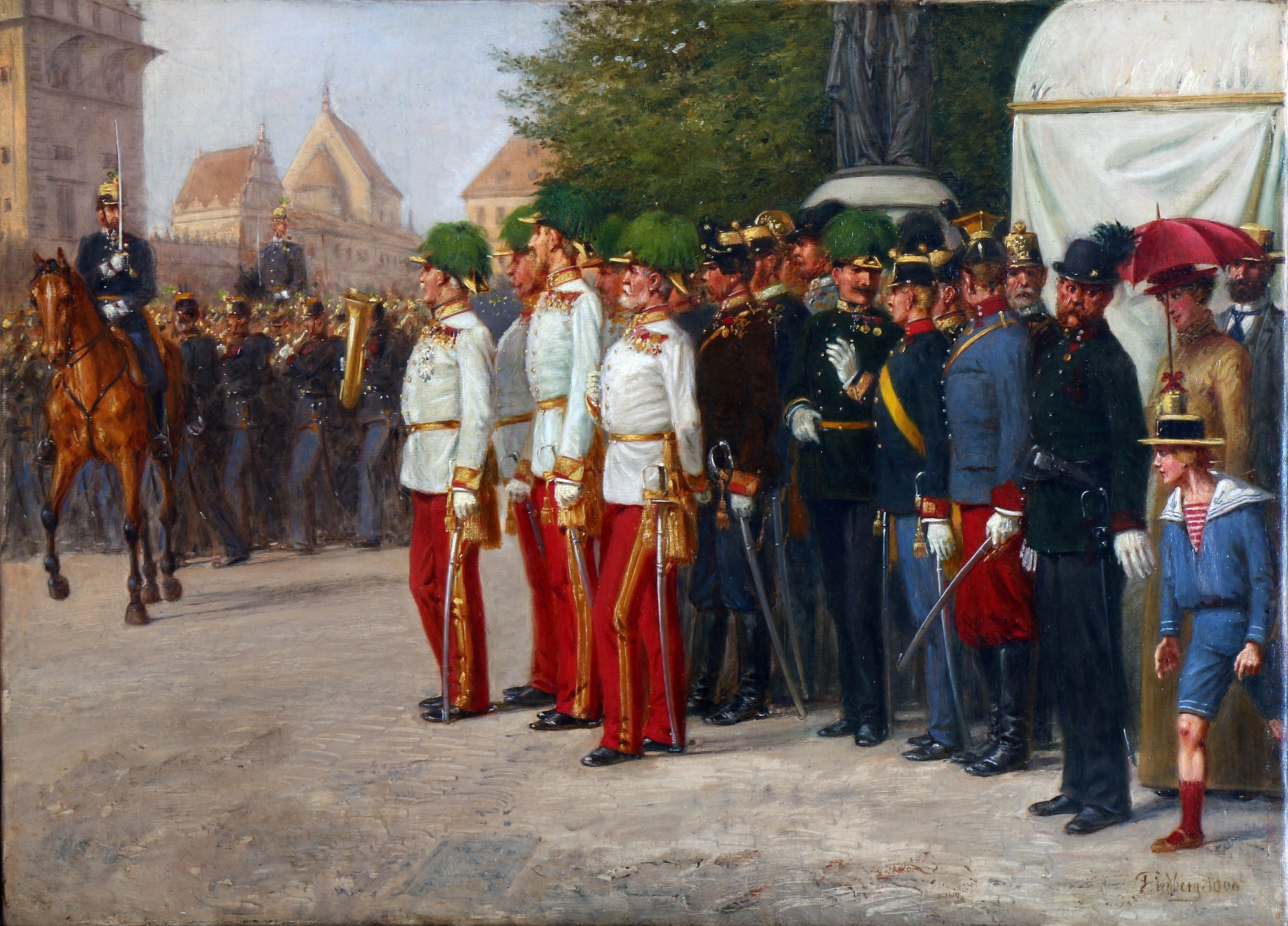
Emanuel Salomon Friedberg – Vojenská paráda v Praze (1900)
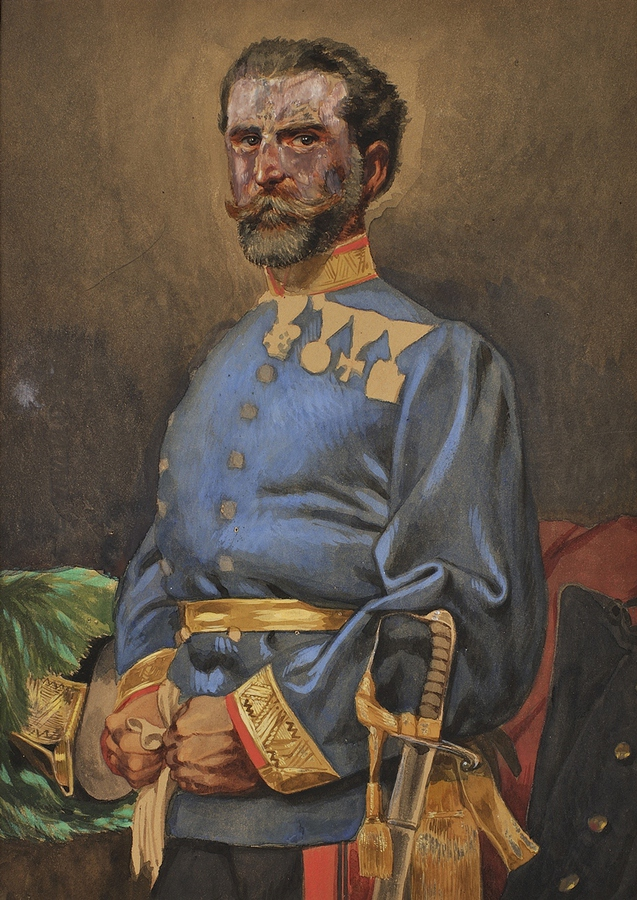
Emanuel Salomon Friedberg – Autoportrét (1873–1883)